# Pointe du Fourquet

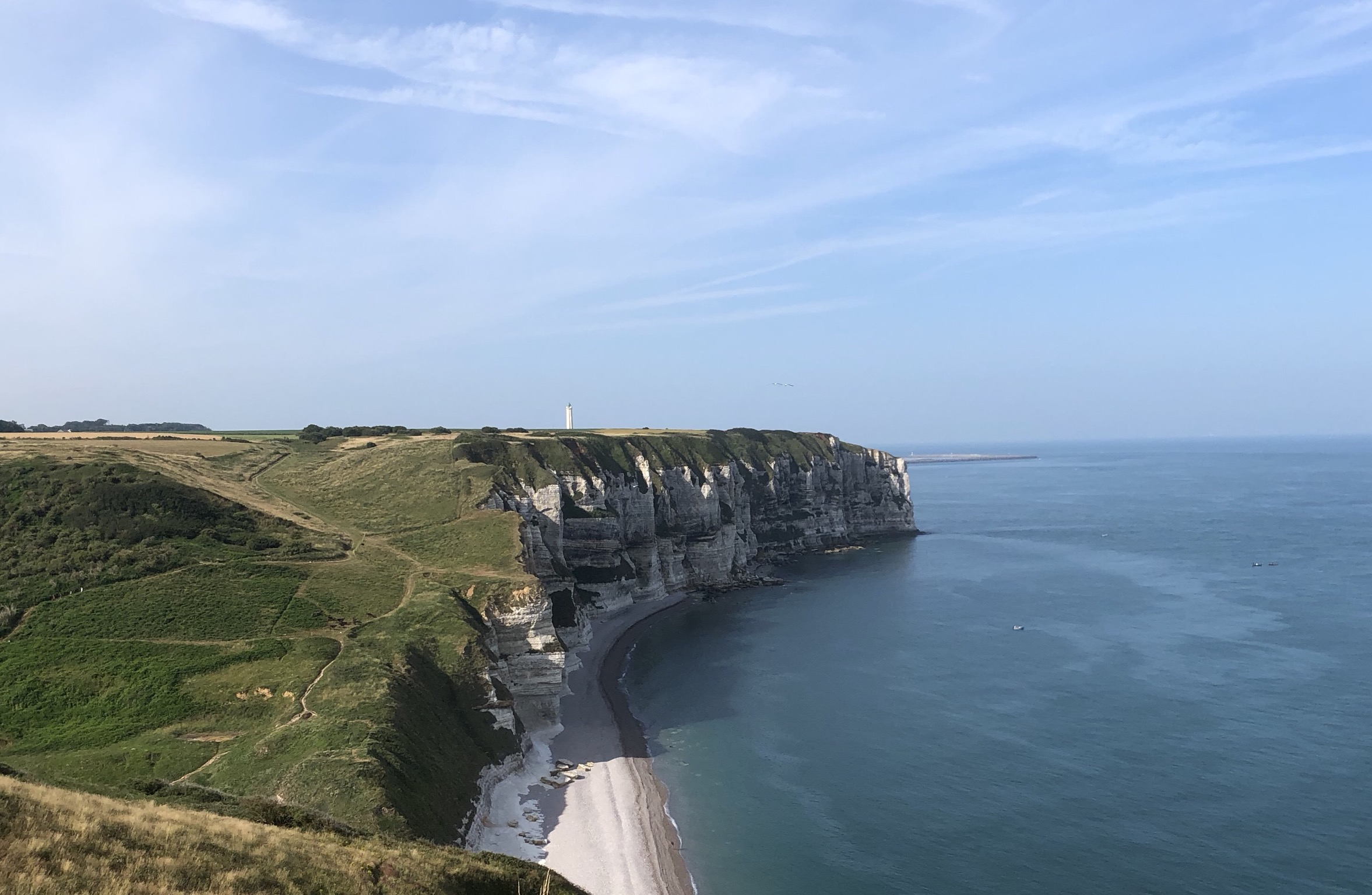
Pointe du Fourquet, Ostseite, 2019

Pointe du Fourquet ist ein markanter Felsvorsprung an der Alabasterküste in der Normandie in Frankreich. 
Der Kreidefelsen gehört zum Gebiet der Gemeinde La Poterie-Cap-d’Antifer. Er ist von braun-schwarzen Lagen aus Feuersteinen durchzogen. Nördlich schließt sich der Strand Plage du Tilleul an, der sich weiter bis zum Pointe de la Courtine erstreckt. Südlich befindet sich der Strand Plage du Fourquet und das Kap d’Antifer.